# Meitner (cratère lunaire)
Pour les articles homonymes, voir Meitner.
Meitner est un cratère lunaire situé sur la face cachée de la Lune.
L'Union astronomique internationale a donné, à ce cratère lunaire, le nom de la physicienne autrichienne Lise Meitner.
Par convention, les cratères satellites sont identifiés sur les cartes lunaires en plaçant la lettre sur le côté du point central du cratère qui est le plus proche de Meitner.
| Meitner | Latitude | Longitude | Diamètre |
| ------- | -------- | --------- | -------- |
| A       | 8.1° S   | 113.5° E  | 17 km    |
| C       | 9.7° S   | 113.7° E  | 19 km    |
| H       | 11.9° S  | 116.0° E  | 13 km    |
| J       | 12.1° S  | 115.1° E  | 15 km    |
| R       | 12.0° S  | 109.4° E  | 16 km    |